# Chrám lidu
Chrám lidu, také Svatyně lidu či Církev plného evangelia Chrám lidu, bylo náboženské hnutí založené roku 1955 reverendem James Warren Jonesem (Jim Jones) ve městě Indianapolis v USA. Do povědomí veřejnosti se hnutí dostalo v souvislosti s vybudováním svého vlastního soukromého města v Guyaně, zvaného Jonestown. Ve kterém dne 18. listopadu 1978 zorganizovalo masovou sebevraždu  918 osob.
Hnutí vzniklo jako rasově smíšená křesťanská komunita s názvem Křídla vykoupení a Jim Jones byl jejím pastorem. Tato komunita byla součástí širšího hnutí Křesťanská církev (Učedníci Kristovi). Postupně však hnutí směřoval bez výlučného důrazu na křesťanství, když například uváděl inkarnace Lenina, Mojžíše a Ježíše. Jones později odmítl Bibli jako knihu plnou lží a protikladů.
S komunitou se Jones odstěhoval do Guyany, kde chtěl vybudovat zaslíbenou zemi. Zde vybudoval společenství zvané Jonestown s přísnými sektářskými rysy a pravidly.
Postupný vzrůst kultu osobnosti Jonese vedl také k rituálům oddanosti, kdy měli účastníci "bohoslužeb" vypít údajně smrtelný nápoj. Samotné sebevraždě v Jonestownu předcházelo zavraždění kongresmana Leo J. Ryana a několika novinářů, kteří komunitu v Guyaně navštívili. Při jejich návštěvě se totiž našli členové komunity, kteří ji chtěli opustit a hodlali tak učinit s odchodem kongresmana (patrně kvůli své bezpečnosti). Strážní komunity zareagovali tak, že postříleli tyto uprchlíky, kongresmana i jeho novinářský doprovod.
Pokud jde o následující úmrtí (která byla zřejmě Jonesovou reakcí na předchozí čin, kdy si musel uvědomit, že jeho důsledkům neunikne), část komunity přijala jed dobrovolně, většina však nedobrovolně.

### Audiovizuální dokumenty
- (anglicky) Jonestown: The Life and Death of Peoples Temple, režie Stanley Nelson
- (anglicky) Evidence of Revision V